# 회귀선

북회귀선

남회귀선

회귀선(回歸線)은 연중 태양이 지상에 직각으로 비추는 때가 있는 지역의 남과 북의 위도 경계이다. 적도를 중심으로 현재는 북회귀선과 남회귀선은 각각 북위 23° 26′ 22″와 남위 23° 26′ 22″에 있지만 41,000년 주기로 22.5°와 24.5°사이를 움직인다. 일반적으로는 북위 23° 30' (23.5°)와 남위 23° 30' (23.5°)을 지칭한다.  따라서 이 지역은 남중고도가 90°까지 나올 수 있는 것이다. 대한민국은 북회귀선보다 북쪽에 있기 때문에 남중고도가 90°까지 올라갈 수 없다.
북반구에 있는 북회귀선(Tropic of Cancer)과 남반구에 있는 남회귀선(Tropic of Capricorn)이 있으며, 이 둘이 지리학적으로 열대 지방의 경계가 된다. 이 지방만 하지 낮에 햇빛을 수직으로 받을 수 있다.

## 북회귀선
북회귀선은 북위 23도 26분 22초에 위치한 선으로 태양이 하지 때에 북회귀선에서 남중하므로 하지선이라고도 한다. 이때, 북반구에서 낮이 가장 길어지고 남반구는 낮이 가장 짧은 동지가 된다. 북회귀선과 남회귀선을 한계로 하는 지역을 열대지역이라고 한다.

## 남회귀선
남회귀선은 남위 23도 27분에 위치한 선으로 태양의 황도상의 위치가 가장 남쪽일 때 태양이 이 위도에 오게 된다. 이때 북반구에서는 낮이 가장 짧아지고 남반구에서는 낮이 가장 길어진다. 즉, 북반구는 동지가 되며 남반구는 하지가 된다. 남회귀선의 위치는 고정되지 않고 지구 자전축 기울기의 변화에 따라 4000년 주기로 2도가량 달라진다.